# Ziua Pământului Palestinian
Ziua Pământului Palestinian (în arabă يوم الأرض الفلسطيني, translit. yawm al'ard alfilastinii; în ebraică יוֹם הַאֲדָמָה, translit. Yom HaAdama), sărbătorită pe 30 martie, este o zi anuală de comemorare de către palestinieni a evenimentelor din 30 martie 1976. În replică la anunțul guvernului israelian privind planul a a anexa mii de dunami de teren pentru a construi implantări evreiești, o grevă generală și marșuri de protest au fost organizate în orașele arabe din Galileea și până în Negev. În confruntările care au urmat cu Armata Israeliană și cu poliția, șase cetățeni arabi neînarmați au fost uciși, circa o sută răniți și alte câteva sute arestați.
Literatura conflictului israeliano-palestinian consideră data de 30 martie drept un eveniment central al luptei pentru pământ și pentru relația cetățenilor arabi din Israel cu statul evreu sau cu corpul său politic. 30 martie 1976 a fost prima dată după 1948 când arabii din Israel au organizat un răspuns național palestinian colectiv împotriva politicilor israeliene. O importantă zi anuală de comemorare în calendarul politic național palestinian, Ziua Pământului nu este marcată doar de cetățenii arabi din Israel, ci și de palestinienii din teritoriile ocupate și de diaspora palestiniană de pe tot globul.

## Context

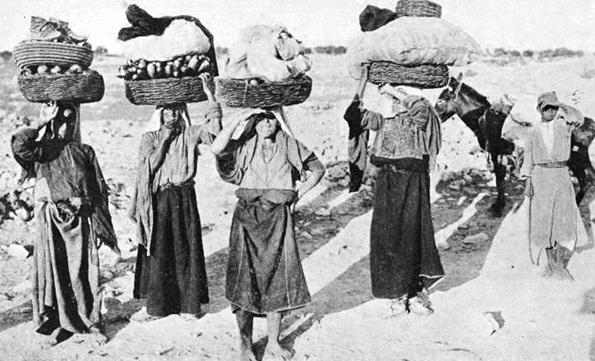
Țărănci palestiniene (fellahat) din Battir, sat între Ierusalim și Betleem ducându-și produsele la piață(1910)

Arabii din Palestina erau o populație îndeosebi agrară înainte de înființarea statului Israel. După exodul palestinian și Războiul Arabo-Israelian din 1948-1949, pământul a continuat să joace un rol important în viața celor circa 156.000 de arabi palestinieni care au rămas în interiorul teritoriului care a devenit statul Israel, servind ca sursă de identitate comunitară, onoare și scop.
În 1950, guvernul israelian a adoptat Legea reîntoarcerii, pentru a facilita imigrarea evreiască în Israel și absorbția refugiaților evrei din alte țări. Legile Proprietăților celor Absenți, din martie 1950, au transferat drepturile de proprietate ale proprietarilor palestinieni refugiați sau expulzați către un Custode al Proprietăților celor Absenți numit de guvern. Legile au fost folosite și pentru confiscarea terenurilor cetățenilor arabi din Israel care „sunt prezenți în interiorul statului, dar sunt clasificați de lege ca 'absenți'”. Numărul „absenților-prezenți” sau al palestinienilor refugiați intern, din cei circa 1.2 milioane de cetățeni arabi ai Israelului, este estimat (în 2001) la circa 200.000, adică aproximativ 20% din totalul populației arabe palestiniene din Israel. Cercetătorul palestinian Salman Abu-Sitta estimează că, între 1948 și 2003, peste 1000 km2 de teren au fost expropriați de la cetățenii arabi din Israel (absenți-prezenți sau în altă calitate).
Conform lui Oren Yiftachel, protestele publice din partea arabilor palestinieni din Israel împotriva politicilor și practicilor de stat erau rare anterior jumătăților anilor 1970, ca urmare a unor combinații de factori incluzând aplicarea de către Israel a legii marțiale în localitățile lor, sărăcia, izolarea, fragmentarea și poziția lor periferică în noul stat israelian. Puținele proteste care au avut totuși loc împotriva exproprierii terenurilor și a restricțiilor la care cetățenii arabi erau supuși sub administrația militară (între 1948–1966) sunt descrise de Shany Payes ca „sporadice” și „limitate”, din cauza restricționării dreptului de mișcare, dreptului de expresie și dreptului la adunare, caracteristice acelei perioade. Deși mișcarea politică Al-Ard („Pământul”) a fost activă timp de circa un deceniu, ea a fost declarată ilegală în 1964, astfel că singurele ocazii notabile de a lua poziție împotriva politicilor guvernului au rămas protestele antiguvernamentale organizate anual de Ziua Muncii de către Partidul Comunist Israelian.

### Evenimente catalizatoare

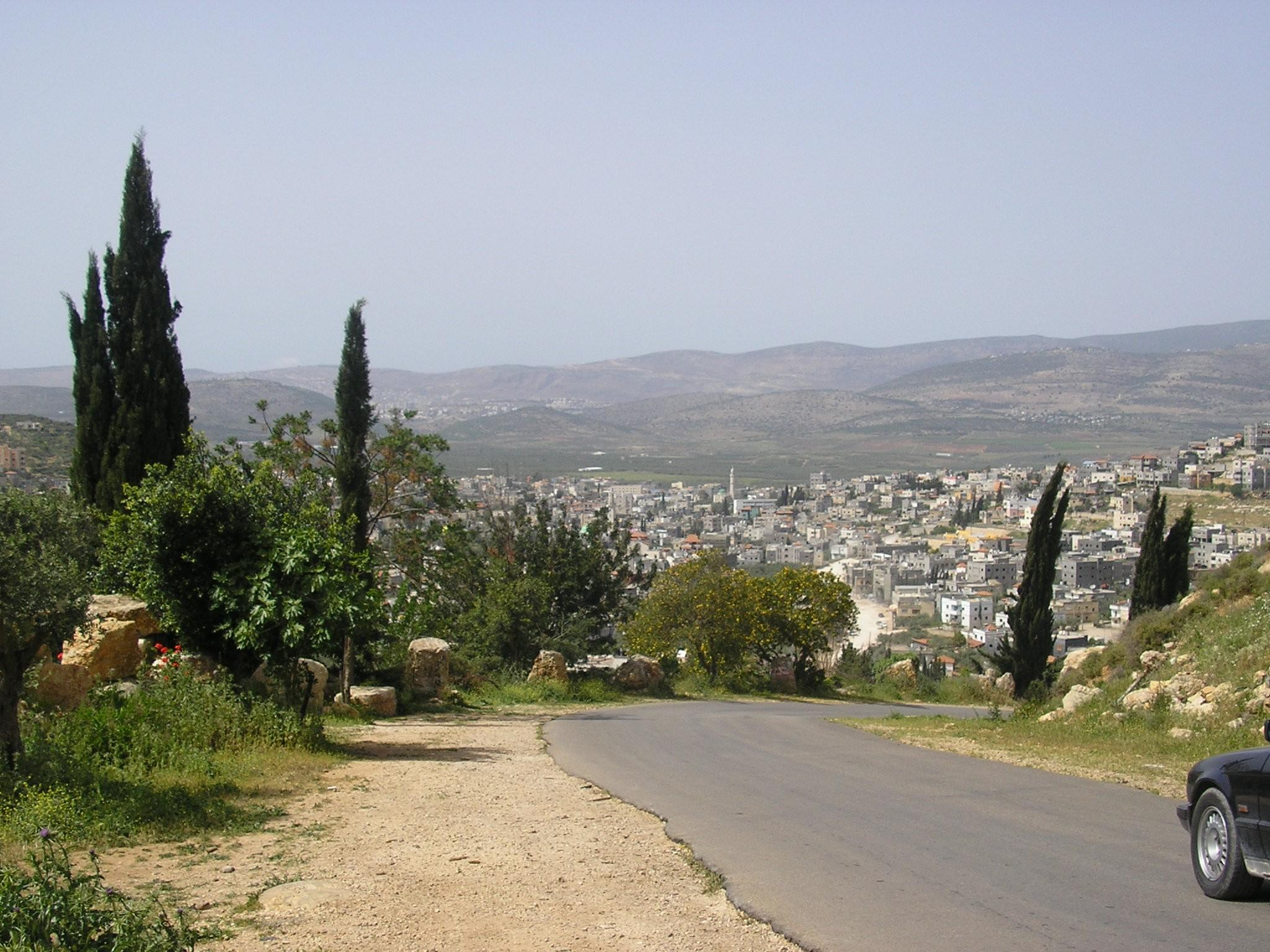
Vedere a Arabăi de pe șoseaua către nordul orașului.

Guvernul Israelului și-a declarat intenția de a expropria terenuri în Galileea pentru folosință oficială, afectând circa 20.000 de dunami de pământ între localitățile cu populație arabă Sahnin și Araba, din care 6.300 de dunami erau proprietate arabă. Pe 11 martie 1976, guvernul a publicat planul de expropriere.
Oren Yiftachel a consemnat faptul că politica de confiscare a terenurilor și de expansiune a implantărilor evreiești în nordul Galileei făcea parte din neîntrerupta strategie guvernamentală având drept scop iudaizarea Galileei, care a constituit ea însăși un catalizator al rezistenței palestiniene, culminând cu evenimentele de Ziua Pământului. Conform lui Nayef Hawatmeh, liderul Frontului Democratic pentru Eliberarea Palestinei (FDEP), pământul confiscat a fost folosit pentru a construi „[...] opt sate industrializate evreiești, o implementare a așa-numitului Plan de Dezvoltare a Galileei din 1975. Salutând acest plan, Ministerul Agriculturii a declarat deschis că țelul său principal este alterarea situației demografice a Galileei, cu scopul de a se crea o majoritate evreiască în zonă”. Orly Halpern de la Jerusalem Post a scris că terenurile au fost confiscate de guvern din rațiuni de securitate și că au fost ulterior folosite pentru a construi o tabără militară de antrenament, precum și noi colonii evreiești.
Profesorul israelian Yifat Holzman-Gazit, specializată în legislația privind exproprierile de terenuri, urbanism și istoria regimului terenurilor în Israel, plasează anunțul din 1976 în cadrul unui plan mai larg, conceput în 1975. Circa 1900 de dunami de teren proprietate privată arabă urmau să fie expropriați pentru a extinde orașul evreiesc Karmiel. Adițional, plan urmărea înființarea, între 1977 și 1981, a 50 de noi colonii evreiești cunoscute ca mitzpim (singular: mitzpe), care ar fi fost alcătuite din mai puțin de 20 familii fiecare. Planul sugera ca acestea să fie construite între aglomerările de sate arabe din Galileea centrală, afectând circa 20.000 de dunami (din care 30% urmau să fie expropriați de la arabi, 15% de la evrei, iar restul constituind la acea dată terenuri deținute de stat). Profesorul David McDowall identifică reluarea confiscărilor de terenuri în Galileea și accelerarea exproprierilor de pământuri în Cisiordania de la jumătatea anilor 1970 drept catalizatorul imediat atât al demonstrațiilor de Ziua Pământului, cât și al demonstrațiilor similare care aveau loc în acea perioadă în Cisiordania. Conform lui McDowall: „Nimic n-a servit mai mult apropierii politice a celor două comunități palestiniene decât chestiunea pământului”.